# Naddoktjärnen
Naddoktjärnen är en sjö i Arjeplogs kommun i Lappland och ingår i Umeälvens huvudavrinningsområde. Sjön har en area på 0,0723 kvadratkilometer och ligger 555,2 meter över havet. Naddoktjärnen ligger i Laisdalens fjällurskog Natura 2000-område.

## Delavrinningsområde
Naddoktjärnen ingår i det delavrinningsområde (733840-155856) som SMHI kallar för Utloppet av Laisan. Medelhöjden är 518 meter över havet och ytan är 183,9 kvadratkilometer. Räknas de 82 avrinningsområdena uppströms in blir den ackumulerade arean 1 776,46 kvadratkilometer. Laisälven som avvattnar avrinningsområdet har biflödesordning 3, vilket innebär att vattnet flödar genom totalt 3 vattendrag innan det når havet efter 394 kilometer. Avrinningsområdet består mestadels av skog (80 procent). Avrinningsområdet har 28,05 kvadratkilometer vattenytor vilket ger det en sjöprocent på 15,2 procent.